# SSD (밴드)
SSD(Society System DeControl의 준말)는 보스턴 출신의 스트레이트 에지 하드코어 밴드였다. SS Decontrol이라는 두 개의 레코드를 발매한 후 공식적으로 SSD로 이름을 바꿨다. SSD가 되면서 그들은 두 개의 레코드를 추가로 발매했는데, 그 중 헤비메탈은 사운드에 영향을 미쳤다. 그러나 모든 기간을 포함하여 그룹을 SSD라고 부르는 경우가 많다.

## 역사
작곡/기타 연주자 Al Barile(당시 매사추세츠 린의 제너럴 일렉트릭 공장의 기계공이자 노스이스턴 대학의 학생)에 의해 결성된 SSD는 1981년 여름 Gallery East와 같은 보스턴 대도시 지역의 소규모 공연장에서 공연을 시작했다. 이 밴드는 격렬하고 충전된 공연과 그들의 핵심 추종자 그룹인 보스턴 크루의 도발적인 익살로 국내 음악계에서 빠르게 악명을 얻었다.
원래 라인업은 기타의 알 바릴, 보컬의 스프링가, 베이스의 제이미 시아라파, 드럼의 크리스 폴리였다. 그들은 1982년 엑스 클레임 레이블에서 데뷔 LP The Kids Will Have The Say를 발매했다. Minor Threat의 Ian MacKaye는 친구이자 후원자였으며 그의 Dischord 레이블의 로고가 뒷표지에 실렸다.
1983년에 그들은 세컨드 기타리스트 프랑수아 레베스크를 영입했고 그들의 최고 음반으로 널리 여겨지는 EP Get It Away를 발매했고 보스턴의 직선적인 장면을 규정하는 데 도움을 주었다. 그것에 대한 X-Claim의 압박과 The Kids Will Have The Say는 둘 다 수집하기 쉽다.
1980년대 중반 하드코어 밴드, 특히 보스턴 지역에서 SSD는 헤비메탈 방향으로 나아가기 시작했다. 1984년 그들은 보스턴 레이블인 모던 메소드와 계약을 맺고 How We Rock EP를 발매했다. 이 앨범은 하드코어 사운드에 뿌리를 두고 있지만 상대적으로 긴 기타 솔로곡의 수가 많은 등 공공연한 헤비메탈 특성을 보였다. 홈스테드와 계약한 후 그들은 1985년에 Break It Up LP를 발매했다. 그것은 펑크와 하드코어의 모든 특징을 남기고 메탈 장르에 두 발을 심었다. SSD는 그해 11월에 해체되었다.
바릴은 계속해서 Gage를, 시아파는 Slapshot에, 스프링가는 Razorcaine과 Die Blitzkinder에 합류했다.
Scott Schinder는 그의 책 Alt-Rock-a-Rama에서 SSD를 "뉴잉글랜드에서 탄생한 가장 중요한 하드코어 밴드이다."라고 했다.